# 17365 Thymbraeus
17365 Thymbraeus este o planetă minoră (asteroid), cu un diametru de 44,904 km, din Asteroid troian al lui Jupiter. A fost descoperită pe 7 noiembrie 1978 la Observatorul Palomar de Eleanor F. Helin. 
Obiectul prezintă o orbită caracterizată de o semiaxă mare de 5,2714851 UAi, o excentricitate de 0,08, o înclinație de 11,64144 ° în raport cu ecliptica.